# Marie-Charlotte de Balzac d'Entragues
Marie-Charlotte de Balzac d'Entragues, née à Orléans en 1588 et morte à Paris en 1664, fille d'honneur de Marie de Médicis de 1600 à 1604, dame de Breux, baronne de  Boissy,  Eglis, Saint-Yvon, Broux, Bréville, Corfou et Chémault ; fille de Marie Touchet et de François de Balzac d'Entragues, sœur de Catherine Henriette de Balzac d'Entragues, est une maîtresse du roi Henri IV de France, avec lequel elle a une liaison entre 1605 et 1609.
Sa sœur aînée Catherine Henriette de Balzac d'Entragues est également une favorite de Henri IV, que ce dernier s'est par écrit engagé à épouser si elle lui donnait un fils.
Elle eut également une liaison avec François de Bassompierre, maréchal de France (1622), seigneur de Bassompierre, marquis d'Haroué, diplomate, colonel des Suisses (1614), qui lui donna un fils, Louis de Bassompierre (1610-1676), évêque de Saintes, ainsi à partir de 1621 qu’avec Louis Phélypeaux (1599-1681), chevalier, seigneur de la Vrillière, marquis de Châteauneuf, et Tanlay-sur-Loire, secrétaire d'État en 1629. Elle fut propriétaire du château de Chemault qu'elle vendit le 6 septembre 1644 à Henri de Guénégaud, seigneur du Plessis-Belleville; secrétaire d'État à la Marine. Elle fut inhumée le 29 juillet 1664 dans l'église Saint-Paul à Paris.